# Porta Carmentalis

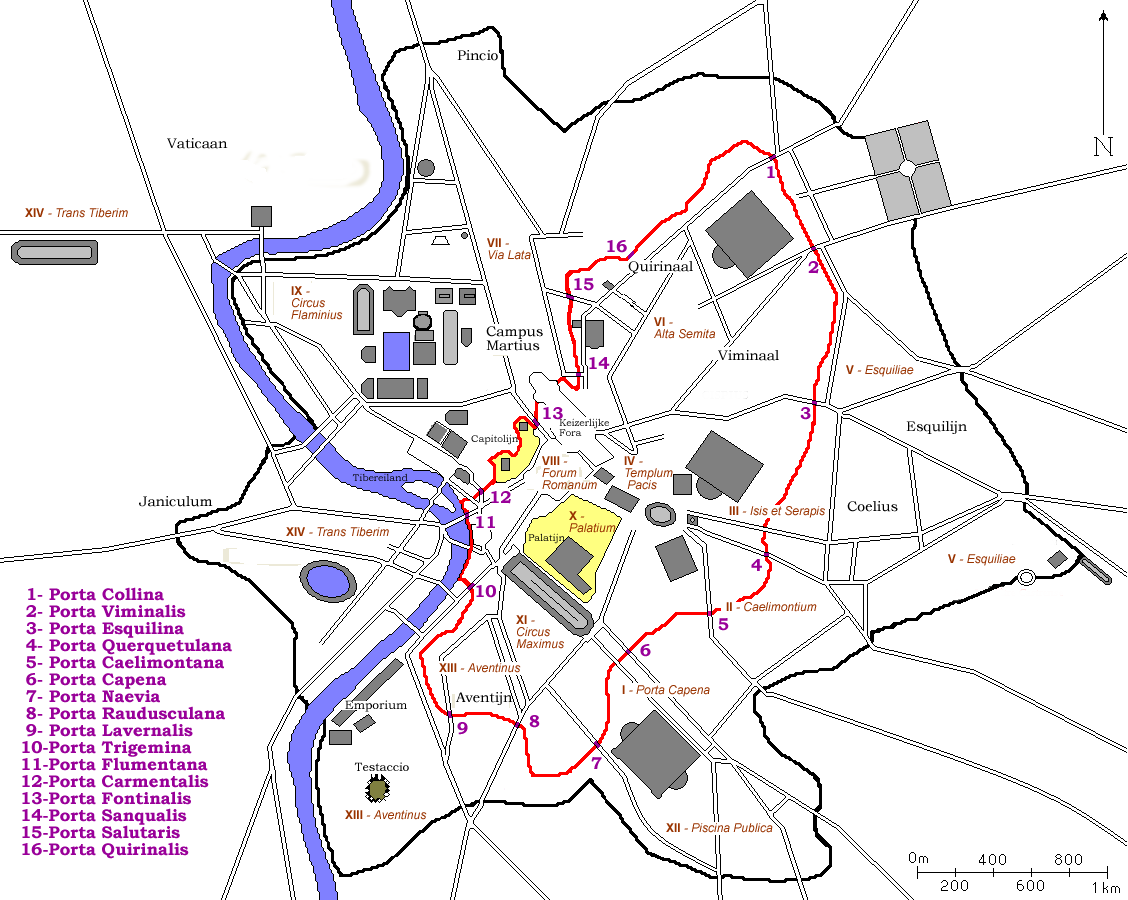
De Servische Muur en zijn stadspoorten

De Porta Carmentalis was een stadspoort in de Muur van Servius Tullius in het Oude Rome.

## De poort
De dubbele poort stond aan de zuidelijke voet van de Capitolijn en was een van de hoofdpoorten van de stad. Door de Porta Carmentalis liep de belangrijke Vicus Iugarius, die vlak voor de poort splitste. Een aftakking liep via het Forum Holitorium om de Capitolijn heen naar het Forum Romanum, de andere weg liep langs de Tiber naar het Forum Boarium. Er zijn nooit restanten van de poort teruggevonden, dus de exacte locatie is onbekend.
De Porta Carmentalis ontleende zijn naam aan een schrijn voor de godin Carmenta, die naast de poort stond. De beide doorgangen kregen ook zelfstandige namen.

## Porta Sceletara
De noordelijke poort waardoor men op het Forum Holitorium kwam was de Porta Scelerata en stond bekend als een ongelukspoort waar men beter niet doorheen kon gaan. Volgens de overlevering verlieten in 479 v.Chr. 306 leden van de gens Fabia Rome door deze poort, op weg naar de Slag bij Cremera waar zij allemaal werden gedood. Omdat de Servische Muur pas aan het begin van de 4e eeuw v.Chr. werd gebouwd, lijkt dit verhaal niet op waarheid te berusten. Een tweede verklaring waarom deze poort met ongeluk werd geassocieerd, ligt in het feit dat men via deze doorgang lijken naar het Marsveld bracht om daar gecremeerd te worden.

## Porta Triumphalis
De zuidelijke poort was vermoedelijk de Porta Triumphalis. Door deze poort betraden de zegevierende Romeinse generaals in een processie de stad tijdens hun triomftocht. De poort had daardoor een belangrijke ceremoniële functie en werd rijkelijk versierd. Zo stond erbovenop een beeld van een triomfwagen, voortgetrokken door olifanten.
Hoewel normaal gesproken de doden altijd via de Porta Scelerata de stad verlieten, werd voor de begrafenisstoet van keizer Augustus een uitzondering gemaakt. Zijn lijkbaar werd via de Porta Triumphalis naar het Marsveld gebracht, wat een uitzonderlijke eer was.
Het was niet gepast dat uit het buitenland terugkerende generaals door de Porta Triumphalis de stad betraden, tenzij ze dit in een triomftocht deden. Mogelijk was dit een algemeen gebruik en kwam iedereen binnen door de Porta Scelerata, waarna men de stad weer verliet door de Porta Triumphalis.
Porta Collina · Porta Viminalis · Porta Esquilina · Porta Querquetulana · Porta Caelimontana · Porta Capena · Porta Naevia · Porta Raudusculana · Porta Lavernalis · Porta Trigemina · Porta Flumentana · Porta Carmentalis · Porta Fontinalis · Porta Sanqualis · Porta Salutaris · Porta Quirinalis